# Мадинабейтия, Эдгардо
Эдга́рдо Марио Мадинабейтия Басси (исп. Edgardo Mario Madinabeytia Bassi; 28 августа 1932, Сан-Мигель, Буэнос-Айрес — 31 марта 2002 или 15 августа 2002, Буэнос-Айрес) — аргентинский футболист, играл на позиции вратаря.

## Биография

### Игровая карьера
Мадинабейтия в течение восьми сезонов играл в Аргентине за «Уракан».
В 1958 году перешёл в мадридский «Атлетико», где проигрывал конкуренцию Мануэлю Пасосу. Дебютировал в Примере 14 марта 1959 года в матче против «Сельты» — «Атлетико» выиграл тот матч со счётом 3:1. С 1960 года Мадинабейтия стал основным вратарём и был частью команды, в составе которой выиграл чемпионский титул в 1966 году, три Кубка Испании и был основным вратарём в финале Кубка обладателей кубков УЕФА 1962 года, когда в двухматчевом противостоянии была обыграна итальянская «Фиорентина». Всего за «матрасников» в течение девяти сезонов сыграл во всех официальных турнирах 236 матчей.

### Смерть
Скончался 15 августа 2002 года в Буэнос-Айресе в возрасте 69 лет.

## Достижения
Атлетико Мадрид
- Чемпион Испании (1) : 1965/66
- Обладатель Кубка Испании (3) : 1959/60, 1960/61, 1964/65
- Обладатель Кубка обладателей кубков УЕФА (1) : 1961/62